# Nieświadomość indywidualna
Nieświadomość indywidualna (nieświadomość osobnicza) – nieświadoma sfera życia psychicznego człowieka. Zawiera procesy psychiczne, które odbywają się poza świadomością człowieka. Nieświadomość pojawia się w takich stanach, jak głęboki sen czy całkowite znieczulenie. Nie działają wówczas ośrodki zmysłów, obrazy wymykają się świadomości, ustaje wszelkie działanie rozumu i woli.
Bazą (fundamentem) dla nieświadomości indywidualnej jest znacznie obszerniejsza nieświadomość zbiorowa.

## Znaczenie
Psychologia analityczna uważa aktywny kontakt człowieka z jego nieświadomością indywidualną oraz archetypami za konieczny dla zachowania zdrowia psychicznego.

## Zawartość
Carl Gustav Jung podkreśla chaotyczność jej zawartości.
Obejmuje ona:
- nieakceptowane społecznie pragnienia,
- popędy,
- przeżycia czy urazy psychiczne niedopuszczane do świadomości, ale mające znaczny wpływ na życie i zachowanie człowieka,
- osobiste fantazje,
- zapomniane skutki oddziaływania środowiska, uczucia, myśli[4].

Mimo zepchnięcia do nieświadomości indywidualnej, są one nadal żyjące i działające w niej.

## Odpowiedniki dalekowschodnie
W odniesieniu do filozofii indyjskiej, do zawartości nieświadomości indywidualnej C.G.Jung zalicza chaotyczne manifestacje kleśa.